# Euphyia flavobrunnea
Euphyia flavobrunnea là một loài bướm đêm trong họ Geometridae.